# ستالکی
ستالکی (به چکی: Stálky) یک منطقهٔ مسکونی در جمهوری چک است که در ناحیه زنویمو واقع شده‌است. ستالکی ۱۲٫۱۴ کیلومتر مربع مساحت و ۱۵۷ نفر جمعیت دارد و ۴۳۵ متر بالاتر از سطح دریا واقع شده‌است.